# Tokaj (Slovakia)
Rượu vang Tokaj (tiếng Slovak: Tokajské víno) là tên được bảo hộ xuất xứ của các loại rượu vang từ vùng Tokaj-Hegyalja ở Hungary và Slovakia.
Tokaj được ghi nhận như là loại rượu vang ngọt được làm từ nho lên men có một lịch sử lâu đời trong khu vực này. "Mật" đến từ nho của Tokaj cũng được đề cập đến trong Quốc ca Hungary.
Từ năm 2007, chỉ có rượu vang được sản xuất từ các vùng rượu vang Tokaj-Hegyalja được phép sử dụng tên thương hiệu Tokaj.
Các vùng rượu vang Slovak Tokaj có thể sử dụng nhãn hiệu Tokaj nếu họ áp dụng các quy định kiểm soát chất lượng Hungary. Khu vực này đã từng là một phần của vùng Tokaj lớn nằm trong Vương quốc Hungary, nhưng sau Hòa ước Trianon được giao về cho Tiệp Khắc, là một phần lãnh thổ của Slovakia sau này.